# Galerie nationale de Singapour

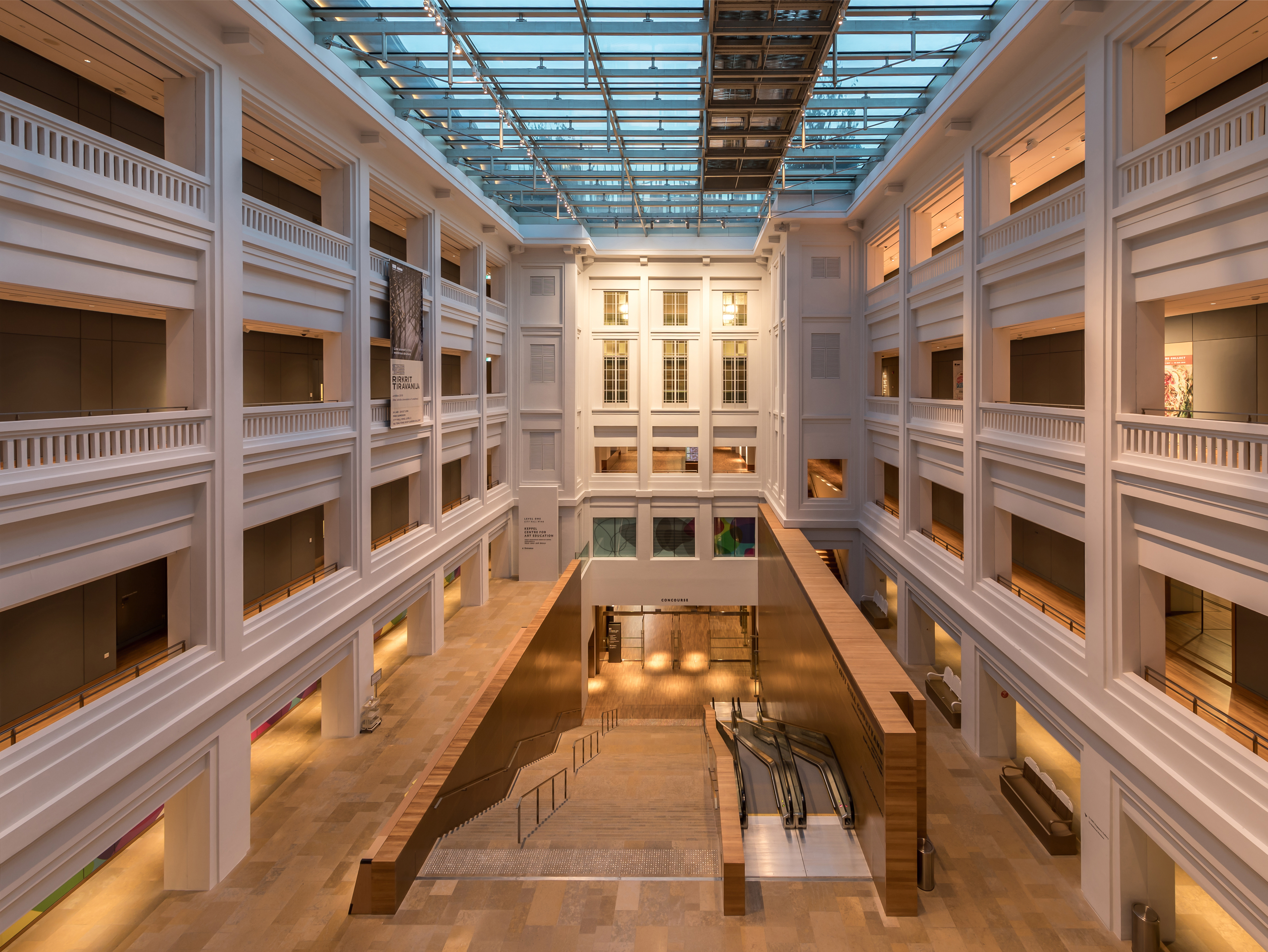
Intérieur de la galerie nationale de Singapour avec les couloirs aérés sur 4 niveaux, les escaliers et escalators, le soir. Architecte : Jean-Francois Milou. Photo juin 2018.

La galerie nationale de Singapour ou galerie nationale d'art, en mandarin : 新加坡国家美术馆, est un musée d'art situé à Singapour, ouvert en 2015, dans l'ancien bâtiment de la cour suprême de Singapour et dans l'ancien bâtiment de l'hôtel de ville de Singapour, situé côte à côte. Il se spécialise dans l'art de l'Asie du Sud-Est. Le maître d'ouvrage est le Ministère de l'information, de la communication et des arts. Il a une superficie de 60 000 m², pour un coût estimé à 300 millions d'euros.

## Histoire
L'idée de ce musée est lancée par Lee Hsien Loong, alors premier ministre, en août 2005. Il a ensuite été confirmé en septembre 2006 par Lee Boon Yang, ministre de l'information et de l'art. Un concours d'architecture est ensuite lancé en février et en mars 2007. 111 équipes répondent au concours et 5 sont pré-sélectionnés en mai 2007 : Studio Milou Architecture, Ho + Hou Architects, Chan Sau Yan Associates, DP Architects et Smart Design Studio. Studio Milou Architecture, Ho + Hou Architects et Chan Sau Yan Associates réussissent à passer un nouveau round de pré-sélection en août 2007. Finalement, Studio Milou Architecture est retenu en mai 2008.

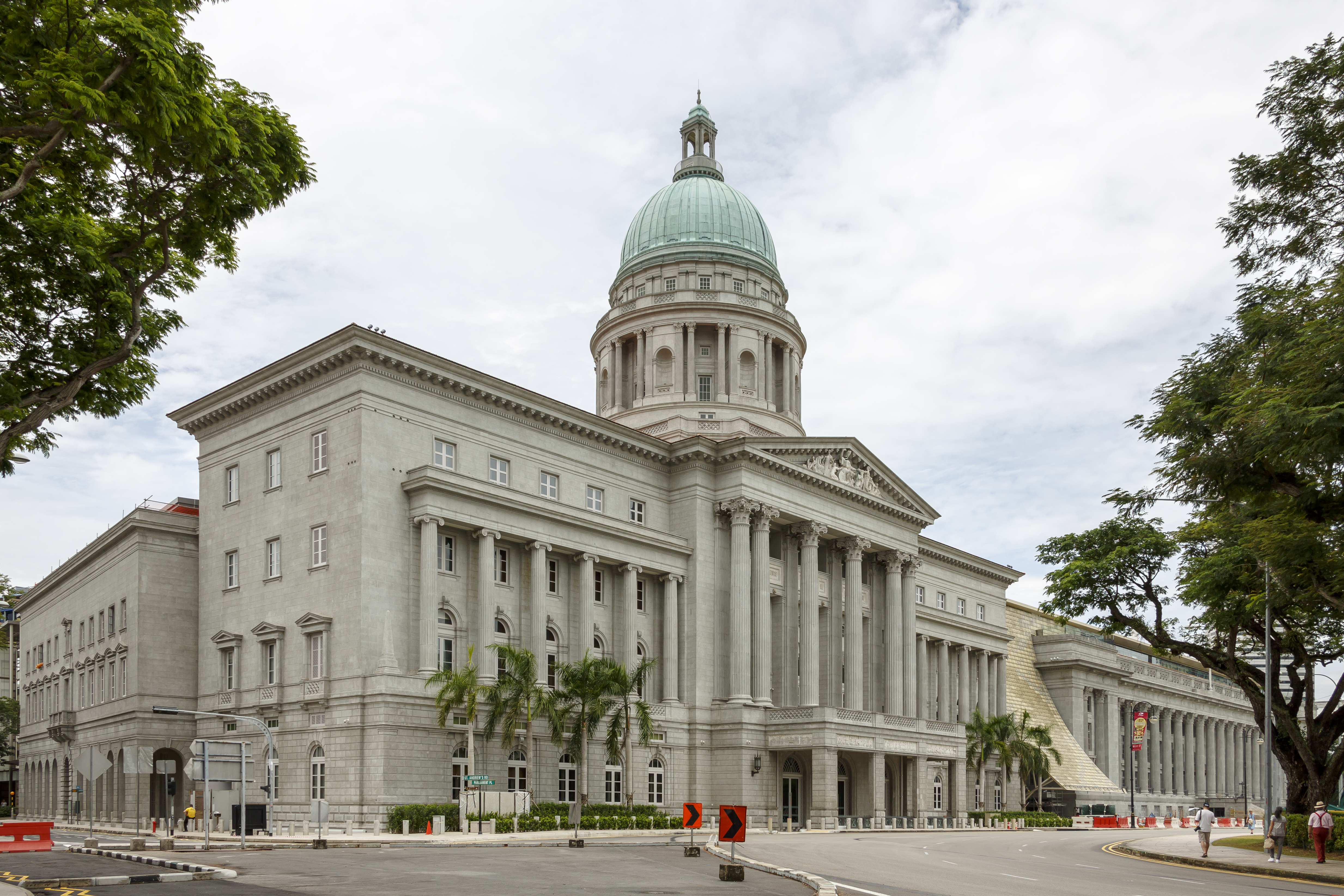
L'ancien Palais de justice.